# 豊橋市交通児童館
豊橋市交通児童館（とよはししこうつうじどうかん）は、愛知県豊橋市向山町の向山緑地にある児童館（児童センター）。
豊橋市唯一の児童館である。向山交通児童遊園を併設した施設であり、児童健全育成や交通安全の発信・普及啓発を目的としている。

## 歴史
1969年（昭和44年）5月、豊橋市交通児童館・向山交通児童遊園は、松下電器産業株式会社（当時）が児童の交通安全対策として寄贈した資金によって建設された。
1991年（平成3年）から全面改築を行い、1993年（平成5年）5月にリニューアルオープンした。
2012年（平成24年）8月より指定管理、豊橋市交通児童館共同体（構成企業：昭和建物管理株式会社・株式会社小学館集英社プロダクション）が運営を行っている。

## 利用案内
- 所在地：愛知県豊橋市向山町字池下35[2]
- 開館時間：9:00 - 17:00[2]
- 休館日：月曜日（祝日・振替休日と重なる時は翌平日）、年末年始（12月29日～1月3日）[2]

　※ 3月20日～4月5日（春休み）、7月21日～8月31日（夏休み）は休まず開館。
　

## アクセス
- 豊橋駅から豊鉄バス 飯村岩崎線・岩田団地線「大池」下車、徒歩3分。
- 豊橋駅から豊鉄バス 天伯団地線・牛川金田線・飯村岩崎線・西口線・岩田団地線「台町」下車、徒歩5分[2]。